# گورستان سفیدچاه
گورستان سفیدچاه (به تبری: اسپه‌چو) مربوط به ۱۲۰۰ سال پیش است و در شهرستان گلوگاه، بخش یانه‌سر، روستای سفیدچاه واقع شده و این اثر در تاریخ ۱۷ اسفند ۱۳۸۱ با شمارهٔ ثبت ۷۸۴۵ به‌عنوان یکی از آثار ملی ایران به ثبت رسیده‌است. بر اساس تحقیقاتی که بر روی خاک قبرستان سفیدچاه انجام شده‌است، آهک موجود در خاک این قبرستان بسیار بالا بوده به نوعی که رنگ خاک آن به سفیدی می‌زند. وجود این خاک آهکی سفید باعث تأخیر در فاسد شدن اجساد در این قبرستان شده و همچنین گفته می‌شود که دلیل نام‌گذاری این مکان با نام قبرستان سپید نیز وجود همین خاک سفید رنگ است.

## نگارخانه

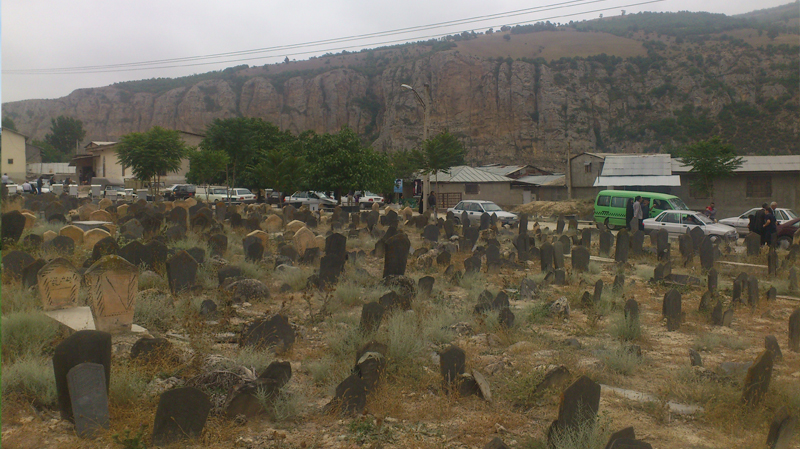

## جستارهای وابسته

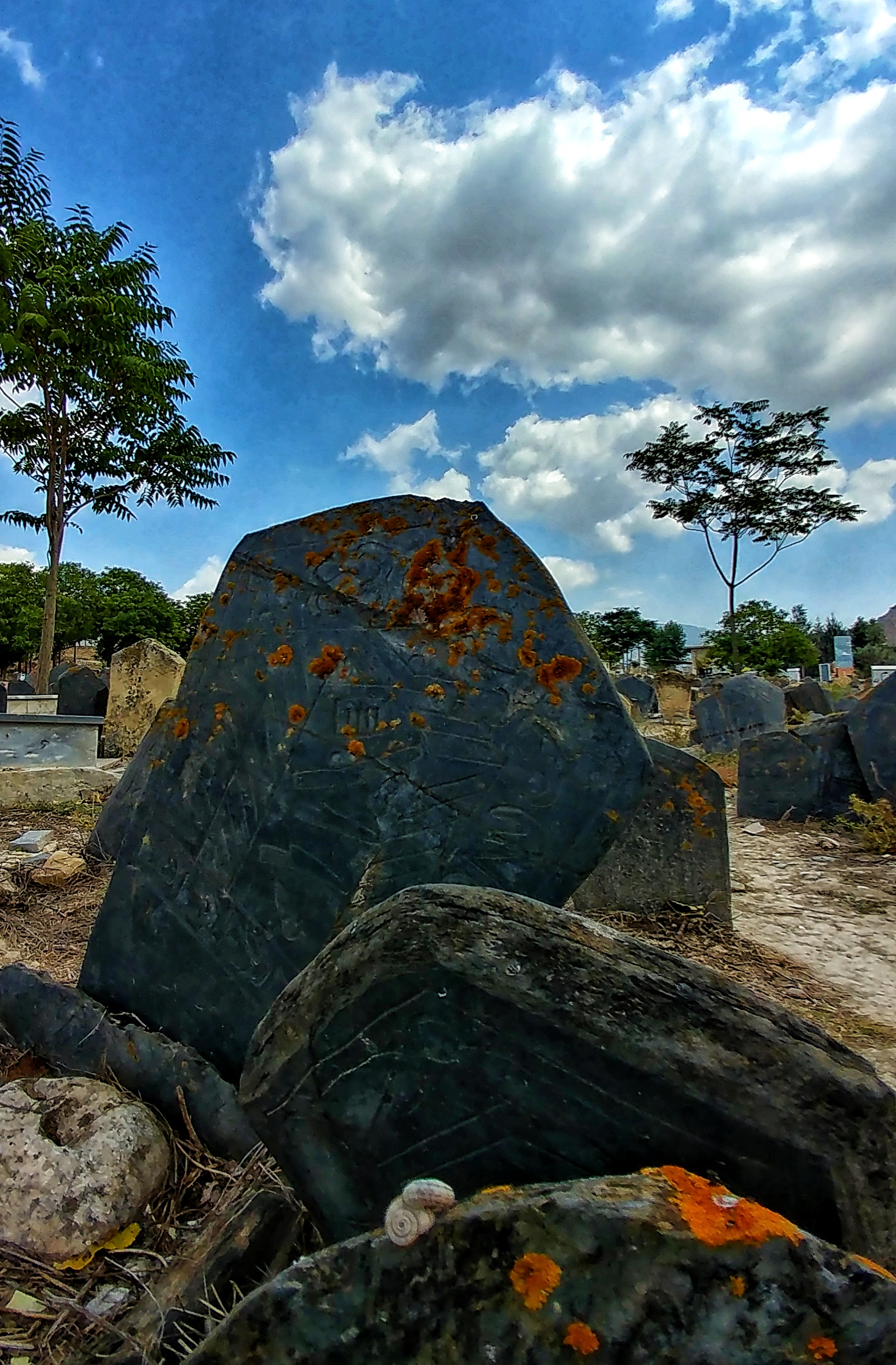